# Cristiano da Silva Santos
Cristiano da Silva Santos hay đơn giản Cristiano (sinh ngày 16 tháng 5 năm 1987 in Pedro Leopoldo-MG), là một tiền đạo bóng đá Brasil. Hiện tại anh thi đấu cho JL Chiangmai United ở Thái Lan.

## Danh hiệu

### Câu lạc bộ
Al-Shorta
- Giải bóng đá ngoại hạng Iraq: 2013–14

## Hợp đồng
- CRB (mượn) từ ngày 2 tháng 1 năm 2008 đến ngày 30 tháng 11 năm 2008
- Atlético Mineiro từ ngày 18 tháng 3 năm 2007 đến ngày 18 tháng 3 năm 2009